# Aleksandr Prochorow
Aleksandr Michajłowicz Prochorow (ros. Александр Михайлович Прохоров; ur. 11 lipca 1916 w Atherton w Queenslandzie, zm. 8 stycznia 2002 w Moskwie) – rosyjski fizyk, noblista.

## Życiorys
Urodził się w Australii w rodzinie rosyjskich emigrantów, którzy wyemigrowali tam z zesłania na Syberię. W roku 1923 przeniósł się wraz z rodziną do Związku Radzieckiego. Ukończył studia na uniwersytecie w Leningradzie i w 1939 r. zaczął pracować w moskiewskim Instytucie Fizycznym im. Lebiediewa.
W czerwcu 1941 roku rozpoczął służbę w Armii Czerwonej. Brał udział w II wojnie światowej (był dwukrotnie ranny). Po wojnie wrócił do pracy i wkrótce nawiązał współpracę z N. Basowem.
W 1964 roku otrzymał, wraz z Charlesem Townesem i Nikołajem Basowem, Nagrodę Nobla w dziedzinie fizyki za fundamentalne prace dotyczące elektroniki kwantowej, które doprowadziły do skonstruowania oscylatorów i wzmacniaczy bazujących na zasadzie działania masera i lasera.
Został odznaczony m.in. dwukrotnie Medalem „Sierp i Młot” Bohatera Pracy Socjalistycznej (1969, 1986), Orderem „Za zasługi dla Ojczyzny” II klasy (1996), pięciokrotnie Orderem Lenina oraz Orderem Wojny Ojczyźnianej I klasy.